# Lejkówka zielonawa

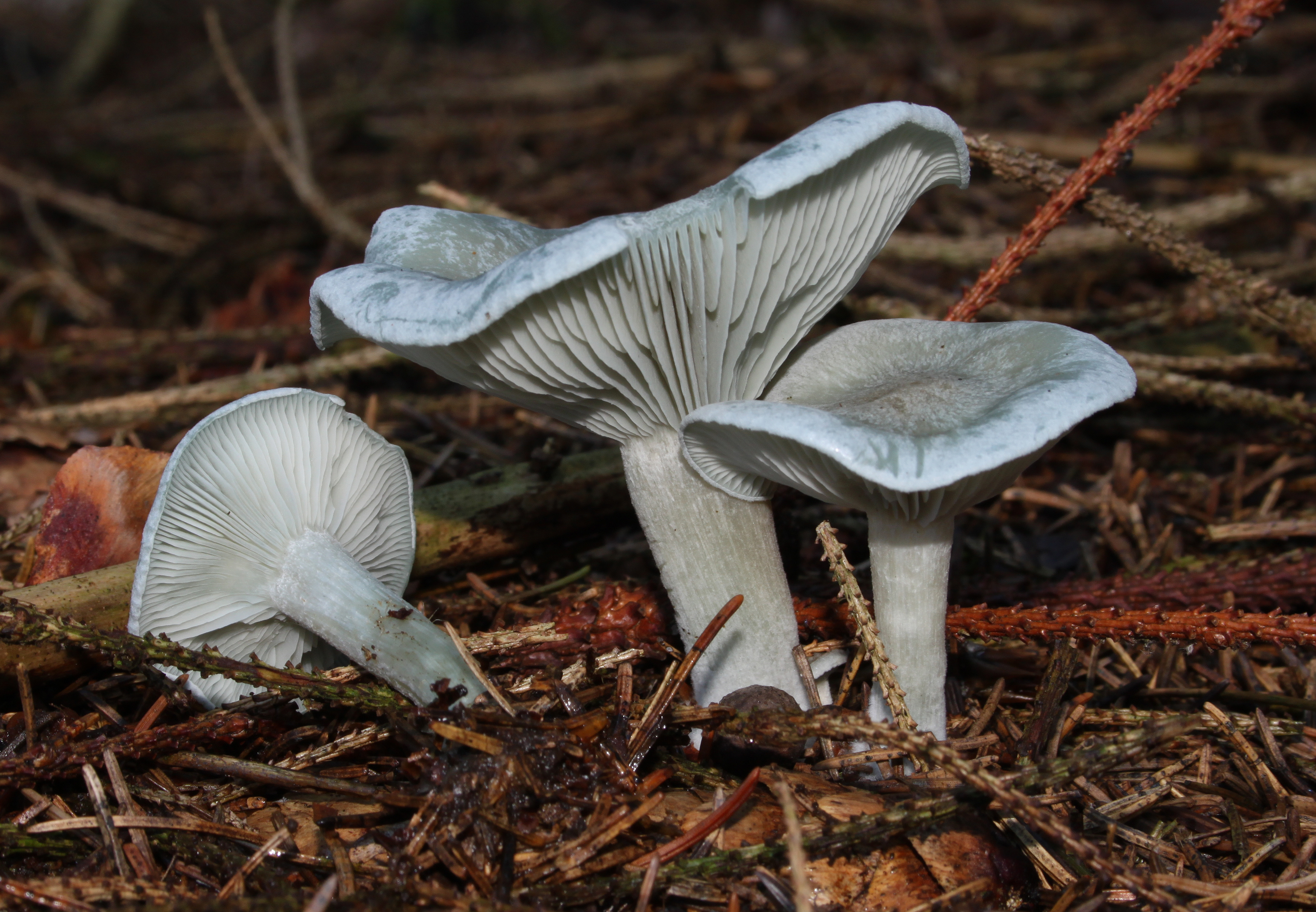

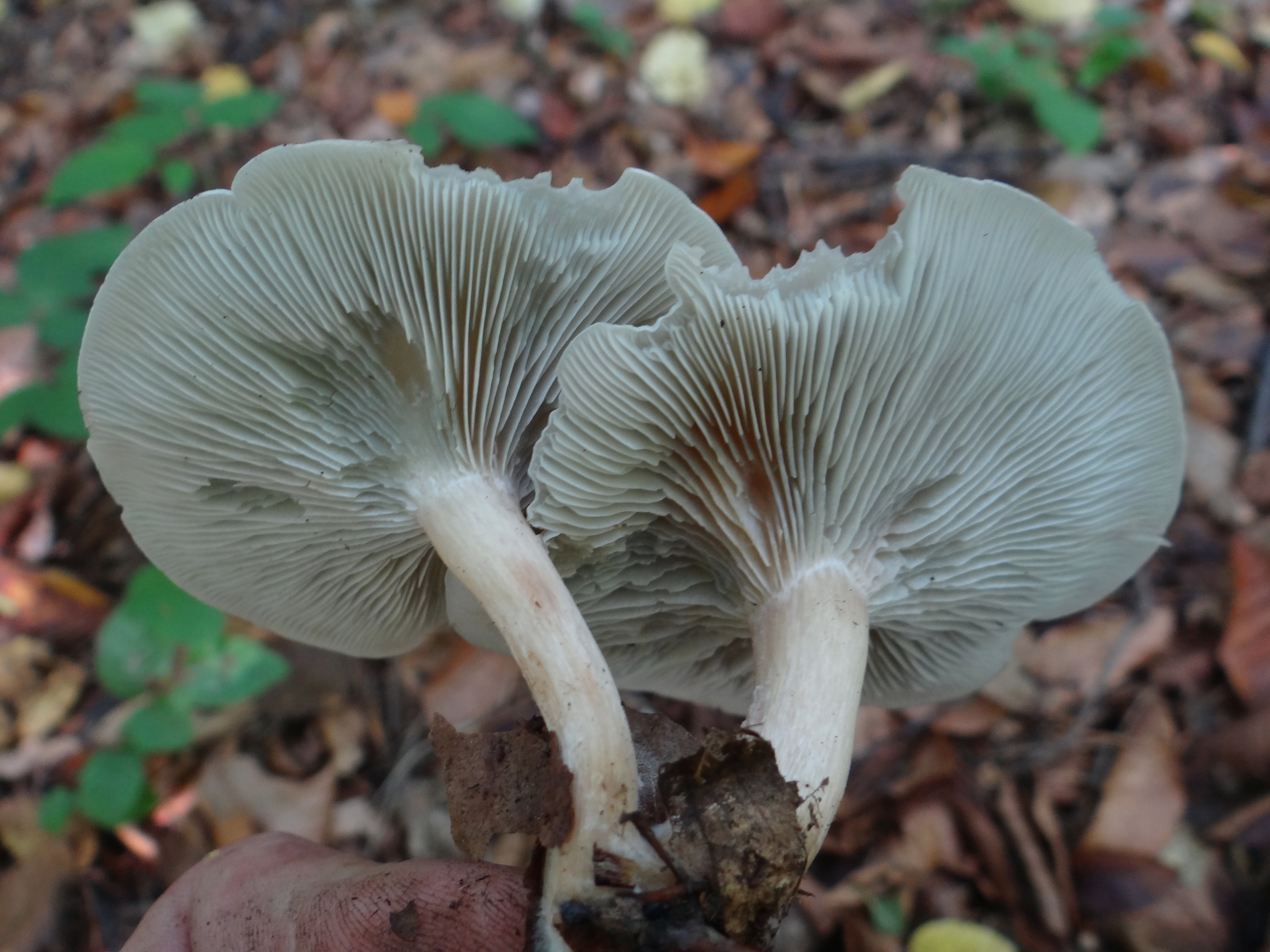
Starsze okazy nie są już tak intensywnie niebieskozielone

Lejkówka zielonawa (Clitocybe odora (Bull.) P. Kumm.) – gatunek grzybów z rzędu pieczarkowców (Agaricales).

## Systematyka i nazewnictwo
Pozycja w klasyfikacji: Clitocybe, Incertae sedis, Agaricales, Incertae sedis, Agaricomycetes, Agaricomycotina, Basidiomycota, Fungi (według index Fungorum.
Niektóre synonimy łacińskie: 

- Agaricus moschatus J.F. Gmel.
- Agaricus odorus Bull.
- Agaricus odorus Bull., var. odorus
- Agaricus trogii Fr.
- Agaricus virens Scop.
- Agaricus viridis Huds.
- Clitocybe odora var. alba J.E. Lange
- Clitocybe odora var. fallax Kuyper
- Clitocybe trogii (Fr.) Sacc.
- Clitocybe virens (Scop.) Sacc.
- Clitocybe viridis (Huds.) Gillet
- Geophila aeruginosa (Curtis) Quél.
- Gymnopus odorus (Bull.) Gray
- Lepista odora (Bull.) Harmaja
- Mycena virens (Scop.) Quél.
- Psalliota aeruginosa (Curtis) P. Kumm.,
- Rubeolarius odorus (Bull.) Raithelh

Nazwę polską podał Władysław Wojewoda. W polskim piśmiennictwie mykologicznym ma też inne nazwy: bedłka wonna, hanyżka, lejkorodek wonny, lejkówka wonna.

## Morfologia
Kapelusz
Średnica 5–10 cm. Początkowo wypukły, później rozpostarty z tępym garbkiem, na koniec płaski z lejkowatym zagłębieniem. U młodych okazów ma podwinięty brzeg, później faliście powyginany. Skórka naga, sucha o bardzo charakterystycznym niebieskozielonym zabarwieniu. U starszych okazów bieleje.
Blaszki
Dość rzadkie, nieco zbiegające na trzon. Mają kolor od kremowego do niebiesko-zielonego.
Trzon
Wysokość 3–5 cm, grubość 1 cm. Jest cylindryczny, z często zgrubiałą podstawą. Kolor taki sam, jak kapelusz.
Miąższ
Biały, jedynie pod skórką kapelusza zielonkawy. Ma silny, anyżowy zapach i smak.

## Występowanie i siedlisko
Lejkówka zielonawa najliczniej występuje w Europie i Ameryce Północnej, ale znana jest także w Azji, Australii i Nowej Zelandii.
W Europie Środkowej jest dość pospolita. 
Występuje zarówno w lasach iglastych, jak i liściastych. Saprotrof, rozkładający liście i igliwie. Pojawia się późnym latem i jesienią, czasami tworzy tzw. czarcie kręgi. Rośnie głównie pod olszą szarą, brzozą brodawkowatą, topolą osiką, rzadko pod jodłą i bukiem.

## Znaczenie
Saprotrof. Grzyb jadalny, jednak z powodu silnego anyżowego zapachu i smaku może być używany tylko jako dodatek do potraw (w niezbyt dużych ilościach).

## Gatunki podobne
Dzięki bardzo charakterystycznej barwie i zapachowi w zasadzie gatunek ten nie może być pomylony z żadnym innym. Nieco podobny morfologicznie jest pierścieniak grynszpanowy (Stropharia aeruginosa), ale nie posiada anyżowego zapachu.